# Gerash
Gerash este un oraș din Iran.